# Svjetsko prvenstvo u rukometu – Egipat 1999.
Svjetsko prvenstvo u rukometu 1999. održano je 1999. godine u Egiptu. 